# Amarapur, Shirhatti
Amarapur là một làng thuộc tehsil Shirhatti, huyện Gadag, bang Karnataka, Ấn Độ.